# تيريزا هوبر
تيريزا هوبر (بالألمانية: Therese Huber)‏ هي كاتِبة ألمانية، ولدت في 7 مايو 1764 في غوتينغن في ألمانيا، وتوفيت في 15 يونيو 1829 في آوغسبورغ في ألمانيا.